# Oranienburger Generalanzeiger
Der Oranienburger Generalanzeiger (kurz: OGA) ist eine lokale Tageszeitung, die seit 1990 im Landkreis Oberhavel erscheint. Die Lokalzeitung gehört zu den wenigen Zeitungsneugründungen auf dem Gebiet der DDR, die sich auf dem Zeitungsmarkt dauerhaft etabliert haben. Die verkaufte Auflage beträgt 5369 Exemplare, ein Minus von 69,6 Prozent seit 1998.

## Schwesterzeitungen
Im Verbund mit dem OGA erscheinen drei weitere Schwesterzeitungen. Während der Hennigsdorfer Generalanzeiger eine klassische Lokalausgabe darstellt, handelt es sich bei der Gransee-Zeitung und dem Ruppiner Anzeiger um redaktionell weitestgehend eigenständige Titel. 
Alle vier Zeitungen erreichen eine verkaufte Gesamtauflage von 10.371 Exemplaren. Gedruckt werden die Lokalzeitungen im Druckhaus Oberhavel in Oranienburg im Rheinischen Format.

## Geschichte
Auf  Initiative von Oranienburger Kommunalvertretern, von Mitgliedern des Neuen Forums und durch die Unterstützung der in Oranienburgs Partnerstadt Hamm erscheinenden Zeitung Westfälischer Anzeiger erschien am 19. April 1990 der Oranienburger Generalanzeiger erstmals als Wochenzeitung. 
Der wesentliche Kern der ersten Redaktion stammte in dieser Zeit aus Hamm. Hintergrund der Neugründung war der Wunsch, ein Gegengewicht zur ehemaligen SED-Zeitung im Bezirk, der Märkischen Volksstimme, zu schaffen. 
Trotz der widrigen Umstände der Nachwendezeit, in der es zunächst z. B. kaum Telefonanschlüsse gab, fand die Zeitung schnell ihre Leserschaft. 
Seit dem 2. September 1990 erscheint der OGA montags bis sonnabends in seinem Verbreitungsgebiet im Süden des Landkreises Oberhavel als Tageszeitung. Aufgrund der benötigten Kapazitäten, die der neue Erscheinungsrhythmus mit sich brachte, mischten sich in das zunächst ausschließlich westfälische Redaktionsteam auch schnell Mitarbeiter aus der Region. 
Oranienburger Generalanzeiger, Hennigsdorfer Generalanzeiger, Gransee Zeitung und Ruppiner Anzeiger erscheinen im Märkischen Zeitungsverlag, der seit 1. Januar 2011 zum Märkischen Verlags- und Druckhaus (MVD) in Frankfurt (Oder) gehört. Das MVD gibt unter anderem auch die Märkische Oderzeitung heraus, die den überregionalen Teil der des OGA gestaltet.
Zuvor gehörte die Zeitung der Westfälischen Anzeiger Verlagsgesellschaft mbH und Co. KG und damit zur Verlagsgruppe von Dirk Ippen. 
Die Gesellschafter des MVD waren bis 2012 je zur Hälfte die Neue Pressegesellschaft mbh & Co. KG (Verlag der Südwest-Presse) und die Stuttgarter Zeitung Verlagsgesellschaft mbH & Co. KG (Verlag der Stuttgarter Zeitung und der Stuttgarter Nachrichten). Ende 2012 übernahm die Neue Pressegesellschaft alle Anteile.

## Auflage
Der Oranienburger Generalanzeiger hat in den vergangenen Jahren erheblich an Auflage eingebüßt. Die verkaufte Auflage ist in den vergangenen 10 Jahren um durchschnittlich 5,8 % pro Jahr gesunken. Im vergangenen Jahr hat sie um 7,2 % abgenommen. Sie beträgt gegenwärtig 5369 Exemplare. Der Anteil der Abonnements an der verkauften Auflage liegt bei 88,5 Prozent.
| 1998  | 1999  | 2000  | 2001  | 2002  | 2003  | 2004  | 2005  | 2006  | 2007  | 2008  | 2009  | 2010  | 2011  | 2012  | 2013  | 2014  | 2015  | 2016 | 2017 | 2018 | 2019 | 2020 | 2021 | 2022 | 2023 | 2024 |
| ----- | ----- | ----- | ----- | ----- | ----- | ----- | ----- | ----- | ----- | ----- | ----- | ----- | ----- | ----- | ----- | ----- | ----- | ---- | ---- | ---- | ---- | ---- | ---- | ---- | ---- | ---- |
| 17674 | 17744 | 17479 | 16955 | 16302 | 15702 | 15065 | 14521 | 13863 | 13339 | 12787 | 12215 | 11786 | 11247 | 10769 | 10499 | 10135 | 10101 | 9661 | 9106 | 8607 | 8154 | 7648 | 7280 | 6716 | 6005 | 5572 |

## Chefredakteure
- Heinz-Jürgen Ziller (1990)
- Martin Krigar (1990–1999)
- Matthias Schlegel (1999–2003)
- Martin Krigar (2003)
- Michael Hielscher (2003–2011)
- Frank Mangelsdorf (seit 2011)

## Auszeichnungen
- 2011: Deutscher Lokaljournalistenpreis der Konrad-Adenauer-Stiftung in der Kategorie Zeitgeschichte für die Serie 20 Jahre Wiedervereinigung